# رضا باقری بنابی
محمد باقری معروف به شیخ رضا باقری بنابی نمایندهٔ دورهٔ نهم،  یازدهم و  دوازدهم مجلس شورای اسلامی است. دبیر دوم کمیسیون فرهنگی مجلس شورای اسلامی از حوزهٔ انتخابیهٔ بناب در استان آذربایجان شرقی بوده است. وی در دوم اسفند سال ۱۳۹۸ به‌عنوان منتخب شهرستان بناب در مجلس یازدهم برگزیده شد.